# تپه شاه اسماعیل ۴
تپه شاه اسماعیل ۴ مربوط به سده‌های ۴ تا ۹ ه.ق است و در شهرستان زابل، بخش میانکنگی، دهستان قرقری، ۶۰۰ متری جنوب غرب روستای علیخان زمان واقع شده و این اثر در تاریخ ۲۸ اسفند ۱۳۸۵ با شمارهٔ ثبت ۱۸۹۶۷ به‌عنوان یکی از آثار ملی ایران به ثبت رسیده است.